# Long Phước (Bà Rịa-Vũng Tàu)
Long Phước is een xã in de thành phố Bà Rịa, in de Vietnamese provincie Bà Rịa-Vũng Tàu.